# Gasterosteïformes

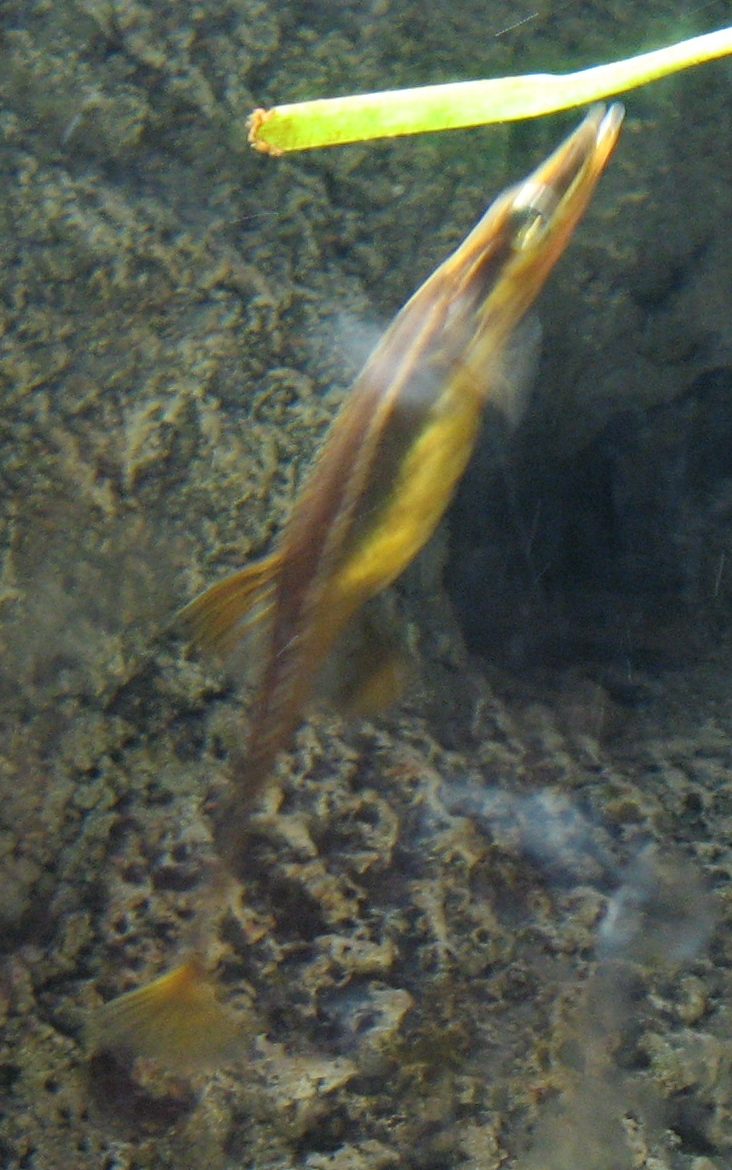
Spinachia spinachia

Els gasterosteïformes (Gasterosteiformes) són un ordre de peixos actinopterigis de la infraclasse dels teleostis, que inclou diverses famílies amb nombroses espècies, entre les quals destaca l'espinós.

## Morfologia
- Són de petites dimensions.
- Amb el cos fusiforme i generalment proveït d'espines punxants davant l'aleta dorsal o de petites plaques òssies als costats, les quals espines formen una cuirassa.
- Les aletes pèlviques són de tipus abdominal.
- Tenen la boca petita[1] i s'obre a l'extrem d'un tub, amb les mandíbules allargades.[2]
- Les dorsals es troben separades; la primera part està formada per radis espinosos lliures.
- Les aletes pèlviques es troben en posició abdominal.

## Hàbitat
La majoria són marins, però també se'n troben d'aigua dolça.